# Meterklass
Meterklass är ett klassningssystem för dikter. Systemet används ofta för gruppering av psalmer och andra tonsatta dikter i samlingar (till exempel koralböcker) för att visa vilka olika texter (psalmer) som i sin rytm (Versmått) passar till vilka melodier. I många melodipsalmböcker och koralböcker finns tabeller som visar meterklass för varje text. Den är till ledning för musikern att kunna variera melodivalet.